# Brad Bridgewater
Brad Michael Bridgewater (Long Beach (Califórnia), 29 de março de 1973) é um nadador dos Estados Unidos, campeão olímpico dos 200 metros costas em Atlanta 1996.